# Лервик
Лервик (енгл. Lerwick) је главни град и главна лука на Шетландским острвима, Шкотска, налази се више од 100 mi (160 km) (160 km) од северне обале Шкотског копна, на источној обали Шетландског копна. Лервик је око 210 mi (340 km) (340 km) северно од Абердина, 230 mi (370 km) (370 km) западно од Бергена у Норвешкој и 230 mi (370 km) (370 km) југоисточно од Торсхавна на Фарским острвима. Лервик је имао популацију од око 7.500 становника у 2010. То је најсевернији и најисточнији град у Шкотској. Једна од британских приморских метеоролошких станица се налази у Лервику.

## Историја
Доказ људског насеља на подручју Лервика датира још од пре 3.000 година, центриран је око Броча од Кликимина, који је изграђен у првом веку пре нове ере. Прво насеље по имену Лервик је основано у 17. веку као лука за трговину харингом и белом рибом са холандском рибарском флотом. Ово насеље је било на копну западне стране Бресај Саунда, природна лука са јужног и северног улаза између Шетландског копна и острва Бресај.

## Индустрија и економија
Лервик је заузета рибарска и трајектна лука. Лука такође сервисира пловила који подржавају нафтну индустрију у близини обале.
Леврик је седиште већа Шетландских острва.